# 景公 (斉)
景公（けいこう）は、春秋時代の斉の第26代君主。母の穆孟姫は魯の公族出身の宰相叔孫僑如の娘。霊公の子で荘公光の異母弟。娘は呉の闔閭の子の太子波（太子終纍）に嫁いだ。

## 生涯
兄の荘公光が横死したあと、崔杼に擁立されて斉公となる。崔杼の死後は晏嬰を宰相として据え、軍事面では晏嬰の推薦により司馬穰苴を抜擢した。斉は景公のもとで覇者桓公の時代に次ぐ第2の栄華期を迎え、孔子も斉での仕官を望んだほどである。しかし、これらの斉の繁栄は晏嬰の手腕によるもので、景公自身は贅沢を好んだ暗君として史書に描かれる場合が多い。だが、時に諫言も行う晏嬰を遠ざけることなく重用したことは功績と言える。